# Yong Sports Academy
Die Yong Sports Academy, auch einfach nur YOSA genannt, ist ein 2004 gegründeter kamerunischer Fußballverein aus Bamenda. Aktuell spielt der Verein in der ersten Liga, der MTN Elite one.

## Geschichte
Der Verein wurde 2004 vom Fußballschiedsrichter Yong Francis gegründet. Der größte Erfolg in der Vereinsgeschichte war der Gewinn des kamerunischen Pokals 2013.

## Erfolge
- Kamerunischer Pokalsieger: 2013

## Stadion
Der Verein trägt seine Heimspiele im Bamenda Municipal Stadium in Bamenda aus. Das Stadion hat ein Fassungsvermögen von 5000 Personen.

## Trainerchronik
| Trainer          | Nation  | von         | bis   |
| ---------------- | ------- | ----------- | ----- |
| Emmanuel Ndoumbè | Kamerun | Januar 2016 | heute |